# Triboniophorus sp. nov. 'Kaputar'

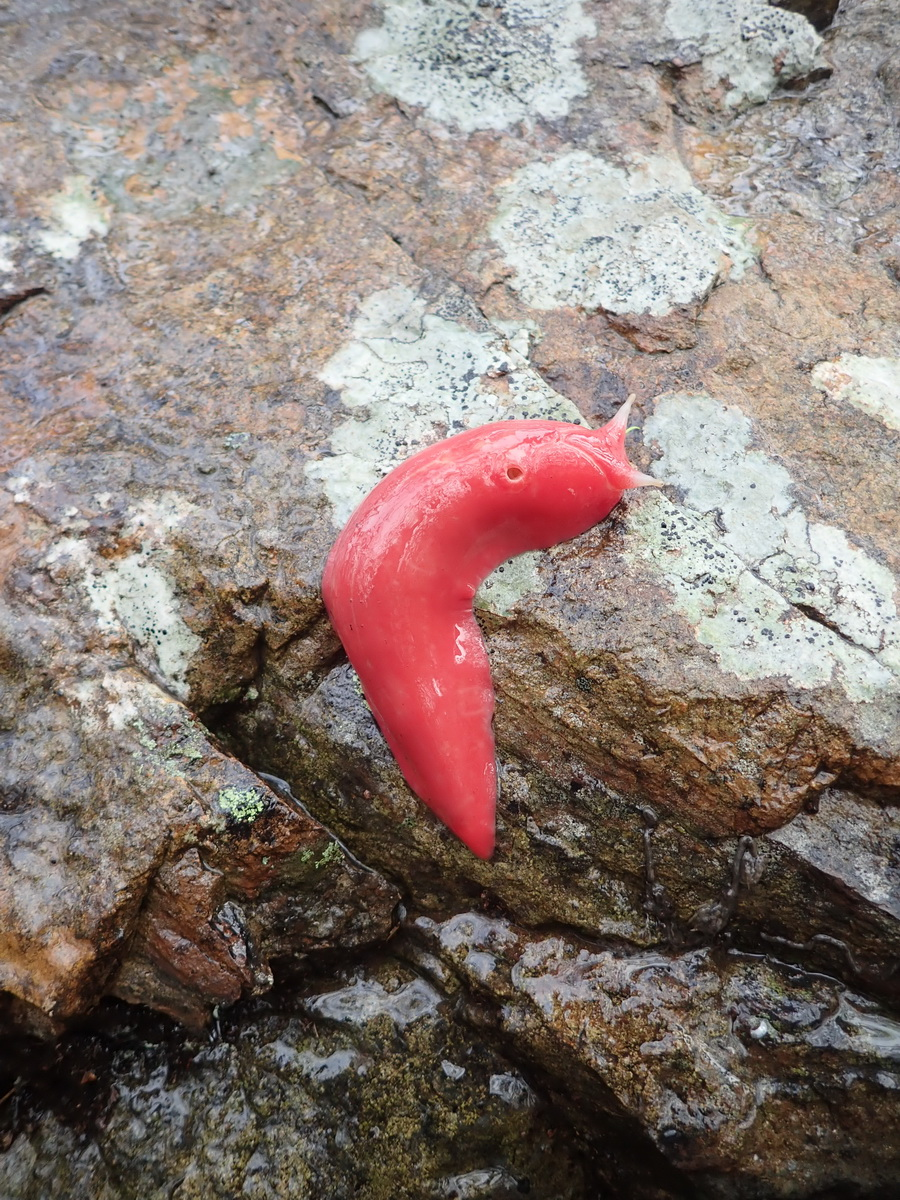
Une limace Triboniophorus sp. nov. 'Kaputar' en train de manger du lichen (février 2020).

Triboniophorus sp. nov. 'Kaputar', connu également sous le nom Triboniophorus aff. graeffei ou encore limace rose du mont Kaputar[réf. nécessaire], est une espèce de limace terrestre géante, ayant une couleur distinctive rose vif. Ces limaces se rencontrent sur le mont Kaputar, en Australie. Les taxonomistes ont confirmé que ces limaces n'étaient pas conspécifiques avec Triboniophorus graeffei.

## Distribution et habitat
Ces limaces n'ont été trouvées qu'en haut du mont Kaputar, une montagne à l'intérieur des terres qui se situe près de Narrabri au nord de la Nouvelle-Galles du Sud, à l'intérieur du parc national du Mont Kaputar, à une altitude de 1500 mètres dans un environnement de gommiers des neiges.
On estime qu'environ 90 % de la population de ces limaces a disparu dans les feux de forêt qui ont dévasté le mont Kaputar d'octobre à décembre 2019